# Ayano Kawamura
Ayano Kawamura (n. 7 iulie 1999, Kochi, Japonia) este o cântăreață japoneză. A intrat în Angerme cu Musubu Funaki la 26 iunie 2017. Anterior, a fost membră în Hello! Pro Kenshuusei și Hachikin Girls. A debutat ca actriță în piese de teatru precum Little Women și Anne of Green Gables.

## Trupe
- Angerme
- Hello! Pro Kenshuusei
- Hachikin Girls

## Vezi și
- Musubu Funaki
- Reina Yokoyama